# (444745) 2007 JF43
(444745) 2007 JF43 ist ein großes transneptunisches Objekt im Kuipergürtel, das bahndynamisch als Plutino eingestuft wird. Aufgrund seiner Größe gehört der Asteroid möglicherweise zu den Zwergplanetenkandidaten.

## Entdeckung
2007 JF43 wurde am 10. Mai 2007 von einem Astronomenteam bestehend aus Meg Schwamb, Mike Brown und David Lincoln Rabinowitz, mit dem 1,2-m-Oschin-Schmidt-Teleskop am Palomar-Observatorium des California Institute of Technology (Kalifornien) entdeckt. Die Entdeckung wurde am 5. Juli 2007 zusammen mit 2007 JH43, 2007 JJ43 und 2007 JK43 bekanntgegeben, der Planetoid erhielt später von der IAU die Kleinplaneten-Nummer 444745.
Nach seiner Entdeckung ließ sich 2007 JF43 auf Fotos bis zum 13. April 2002, die im Rahmen des Near-Earth-Asteroid-Tracking-Programmes (NEAT) ebenfalls am Palomar-Observatorium gemacht wurden, zurückgehend identifizieren und so seinen Beobachtungszeitraum um 17 Jahre verlängern, um so seine Umlaufbahn genauer zu berechnen. Seither wurde der Planetoid durch verschiedene erdbasierte Teleskope beobachtet. Im Mai 2018 lagen insgesamt 177 Beobachtungen über einen Zeitraum von 35 Jahren vor. Die bisher letzte Beobachtung wurde im Juni 2015 am Pan-STARRS-Teleskop (PS1) (Maui) durchgeführt. (Stand 15. März 2019)

## Eigenschaften

### Umlaufbahn
2007 JF43 umkreist die Sonne in 249,86 Jahren auf einer leicht elliptischen Umlaufbahn zwischen 32,29 AE und 47,05 AE Abstand zu deren Zentrum. Die Bahnexzentrizität beträgt 0,186, die Bahn ist 15,06° gegenüber der Ekliptik geneigt. Derzeit ist der Planetoid 37,25 AE von der Sonne entfernt. Das Perihel durchläuft er das nächste Mal 2061, der letzte Periheldurchlauf dürfte also im Jahre 1811 erfolgt sein.
Sowohl Marc Buie (DES) als auch das Minor Planet Center klassifizieren den Planetoiden als Plutino; letzteres führt ihn auch als Nicht-SDO und allgemein als «Distant Object».

### Größe und Rotation
Derzeit wird von einem Durchmesser von 358 km ausgegangen, basierend auf einem Rückstrahlvermögen von 8 % und einer absoluten Helligkeit von 5,7 m. Ausgehend von diesem Durchmesser ergibt sich eine Gesamtoberfläche von etwa 403.000 km2. Die scheinbare Helligkeit von 2007 JF43 beträgt 21,30 m.
Da es denkbar ist, dass sich 2007 JF43 aufgrund seiner Größe im hydrostatischen Gleichgewicht befindet und somit weitgehend rund sein könnte, erfüllt er möglicherweise die Kriterien für eine Einstufung als Zwergplanet. Mike Brown geht davon aus, dass es sich bei 2007 JF43 um vielleicht einen Zwergplaneten handelt.
Anhand von Lichtkurvenbeobachtungen rotiert 2007 JF43 in 9 Stunden und 58,2 Minuten einmal um seine Achse. Daraus ergibt sich, dass er in einem 2007 JF43-Jahr 230075,0 Eigendrehungen („Tage“) vollführt. Dies ist allerdings noch mit einigen Unsicherheiten behaftet, da die damalige Beobachtungszeit nicht ausreichte und die Fehlerquote bei ungefähr 30 % liegt.
| Jahr                                         | Abmessungen km | Quelle              |
| -------------------------------------------- | -------------- | ------------------- |
| 2015                                         | 366,04         | LightCurve DataBase |
| 2018                                         | 386,0          | Johnston            |
| 2018                                         | 358,0          | Brown               |
| Die präziseste Bestimmung ist fett markiert. |                |                     |